# Département de Monte Caseros
Le département de Monte Caseros est une des 25 subdivisions de la province de Corrientes, en Argentine. Son chef-lieu est la ville de Monte Caseros.
Le département a une superficie de 2 287 km2. Sa population s'élevait à 33 684 habitants en 2001.

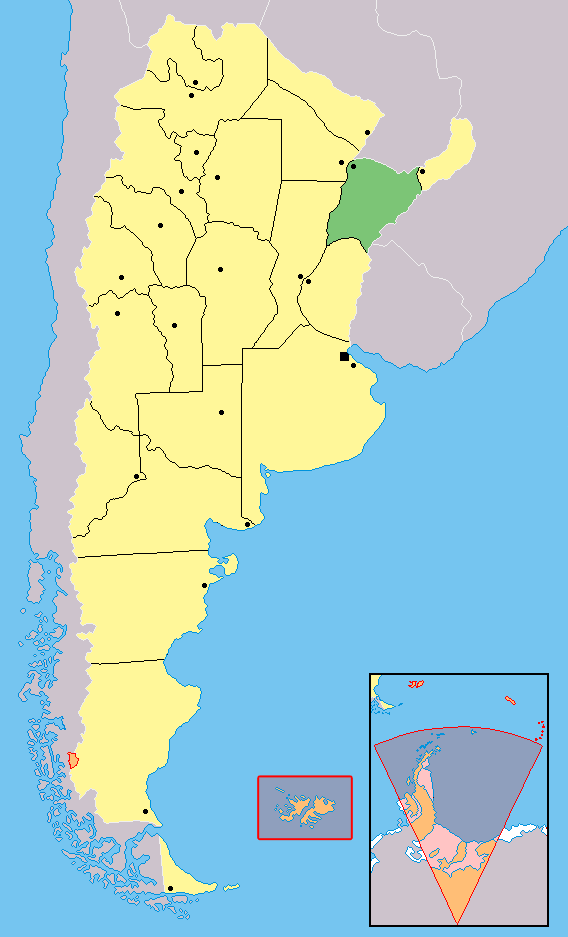
Localisation de la province de Corrientes en Argentine.